# Santiago García
Santiago García, född 8 juli 1988, är en argentinsk fotbollsspelare (försvarare) som spelar för Unión La Calera. 

## Karriär
García kom först till Werder Bremen på lån från chilenska Rangers de Talca. I april blev övergången permanent och García skrev på ett kontrakt fram till juni 2017. Sommaren 2017 skrev han kontrakt med Deportivo Toluca.